# Scopula frigidaria
Scopula frigidaria ist ein Schmetterling (Nachtfalter) aus der Familie der Spanner (Geometridae).

## Merkmale
Die Falter erreichen eine Flügelspannweite von 20 bis 23 Millimeter (bzw. 21 bis 23 Millimeter). Die Flügel sind in der Grundfarbe braungrau mit einer dunkelgrauen Überstäubung. Die Zeichnung auf Vorder- und Hinterflügel wirkt verwaschen, vor allem die innere Querlinie und die Mittelbinde. Lediglich die äußere, annähernd gerade Querlinie ist etwas schärfer gezeichnet. Häufig ist noch die Wellenlinie entwickelt, die am Kostalrand verdickt ist. Die Saumlinie ist ebenfalls scharf dunkelbraun gezeichnet. Auf den Hinterflügeln ist die äußere Querlinie mittig etwas ausgebaucht. Der Bereich etwa ab der äußeren Querlinie bis zum Saum ist etwas dunkler als die Grundfarbe. Die Diskalflecke fehlen meist völlig, jedoch sind bei manchen Exemplaren noch schwache Punkte angedeutet.
Die sehr schlanke Raupe ist graubraun mit einer breiten, dunklen Rückenlinie.

## Geografische Verbreitung und Lebensraum
Die Art ist holarktisch verbreitet. In Europa ist sie auf den äußersten Norden von Fennoskandien beschränkt sowie nach Osten hin auf die polaren Gebiete Nordrusslands und Nordsibiriens. In der Nearktis kommt sie auch weiter südlich vor. Das Areal zieht sich hier von Neufundland über Labrador bis nach Alaska. Im Süden erstreckt es sich bis Indiana und ins südliche British Columbia.
Die Art bevorzugt die offene Tundra, in der Nearktis findet man sie auch in Nadel- und Mischwäldern, überall dort wo Heidelbeeren wachsen. Sie kommt im Verbreitungsgebiet in einer Seehöhe bis 300 Meter über NN vor.

## Lebensweise
Scopula frigidaria bildet eine Generation pro Jahr; die Falter fliegen von Anfang Juni bis Ende Juli (in Fennoskandien), im Russischen Fernen Osten von Mitte Juli bis Ende August. In Nordamerika werden die Falter von Ende Juni bis Mitte August gefunden. Die Falter sind in der langen Dämmerung der nordischen Sommer aktiv. Sie kommen an künstliche Lichtquellen. In Nordeuropa fressen die Raupen an den Blättern von Heidelbeere (Vaccinium myrtillus), in der Nearktis gibt es bisher keine Untersuchungen zu den Nahrungspflanzen der Raupen. Die Raupe überwintert und verpuppt sich im späten Frühjahr.

## Systematik und Taxonomie
Das Taxon wurde 1860 von Heinrich Benno Möschler als Acidalia frigidaria erstmals wissenschaftlich beschrieben. Der Holotyp stammte aus Labrador (Kanada). Es existieren eine ganze Reihe von Synonymen, darunter der Name Acidalia schoeyeni Sparre-Schneider, 1883, der zunächst als selbständige Art, dann als Unterart von Scopula frigidaria (Möschler, 1860) angesehen wurde. Hausmann (2004) bezieht es jedoch in die Nominatunterart ein, so dass derzeit keine Unterarten für diese Art ausgeschieden werden. In der Untergliederung der Gattung Scopula in vier Untergattungen, die von manchen Autoren vorgeschlagen wird, wird frigidaria (Möschler) in die Untergattung Scopula (Calothysanis) gestellt.